# Ringicula hardingi
Ringicula hardingi is een slakkensoort uit de familie van de Ringiculidae. De wetenschappelijke naam van de soort is voor het eerst geldig gepubliceerd in 1933 door Cotton & Godfrey.